# Algebra centralna prosta
Algebra centralna prosta (algebra Brauera, z ang. również CSA) nad ciałem {\displaystyle K} – skończeniewymiarowa prosta algebra łączna, której centrum jest {\displaystyle K.} Innymi słowy, każda algebra prosta jest algebrą centralną prostą nad swoim centrum. Nazwa alternatywna pochodzi od nazwiska Richarda Brauera.

## Przykłady
- Liczby zespolone {\displaystyle \mathbb {C} } tworzą algebrę centralną prostą nad sobą, ale nie nad liczbami rzeczywistymi {\displaystyle \mathbb {R} } (centrum {\displaystyle \mathbb {C} } są wszystkie elementy {\displaystyle \mathbb {C} ,} a nie tylko {\displaystyle \mathbb {R} }).
- Kwaterniony {\displaystyle \mathbb {H} } są czterowymiarową algebrą centralną prostą nad {\displaystyle \mathbb {R} .}

## Pojęcia
Zgodnie z twierdzeniem Artina-Wedderburna algebra prosta {\displaystyle A} jest izomorfczna z algebrą macierzy {\displaystyle M(n,S)} dla pewnego pierścienia z dzieleniem {\displaystyle S.} Dane dwie algebry proste {\displaystyle A\simeq M(n,S)} oraz {\displaystyle B\simeq M(m,T)} nad tym samym ciałem {\displaystyle K} nazywa się podobnymi (równoważnymi w sensie Brauera), jeżeli ich pierścienie z dzieleniem {\displaystyle S} oraz {\displaystyle T} są izomorficzne. Zbiór wszystkich klas równoważności algebr centralnych prostych nad ciałem {\displaystyle K,} ze względu na wspomnianą relację równoważności, może być wyposażony w działanie grupowe dane przez iloczyn tensorowy algebr. Otrzymana grupa nazywana jest grupą Brauera {\displaystyle \operatorname {Br} (K)} nad ciałem {\displaystyle K.}

## Własności
- Każdy automorfizm algebry centralnej prostej jest automorfizmem wewnętrznym (wynika z twierdzenia Skolema-Noether).
- Jeżeli {\displaystyle S} jest prostą podalgebrą algebry centralnej prostej {\displaystyle A,} to {\displaystyle \dim _{F}S} dzieli {\displaystyle \dim _{F}A.}
- Każda czterowymiarowa algebra centralna prosta nad ciałem {\displaystyle K} jest izomorficzna z algebrą kwaternionów; faktycznie, jest to albo algebra macierzy wymiaru {\displaystyle 2\times 2} albo algebra z dzieleniem.